# La Plage de Sainte-Adresse
La Plage de Sainte-Adresse est un tableau peint par Claude Monet en 1867 représentant la plage de Sainte-Adresse en Normandie. Il mesure 75,8 cm de haut sur 102,5 cm de large. Il est conservé à l'Art Institute of Chicago et se rattache au mouvement de l'impressionnisme.

## Origine
- 28 février 1873 : Monet vend l'œuvre à Paul Durand-Ruel, Paris.
- 1876 : vendu au baryton et collectionneur Jean-Baptiste Faure à Paris.
- 9 janvier 1893 : vendu à Durand-Ruel pour 7 000 francs .
- 17 janvier 1893 : vendu à Henri Vever, Paris.
- 1-2 février 1897 :  vendu à  Gustave Kahn pour 9 000 francs.
- 1920 : en possession des marchands d'art Durand-Ruel et Bernheim-Jeune.
- 1923 : propriété de Mme Lewis Coburn, née Annie Swan, Chicago.
- 1933 : légué à l'Art Institute.